# Petra Blossey
Petra Blossey (* 3. Juni 1956 in Caputh) ist eine deutsche Schauspielerin.

## Leben
Petra Blossey absolvierte bis 1976 ihre dreijährige Tanzausbildung an der Staatlichen Ballettschule in Berlin und arbeitete daraufhin bis 1978 als Tänzerin am Metropol-Theater, bevor sie ihr Schauspielstudium an der Filmhochschule Potsdam-Babelsberg abschloss. Parallel dazu trat sie am Deutschen Theater Berlin in der Rolle der Bianca im Stück Die weiße Ehe auf. Es folgten ein Engagement von 1982 bis 1989 am Staatstheater Cottbus, 1990 im Kabarett Potsdam und 1991 ging sie mit dem Stück Cabaret auf Deutschlandtournee. 1993 spielte sie am Frauentheater Thea in Potsdam.
Außerdem arbeitete sie auch in diversen Film- und Fernsehproduktionen mit. Erste Leinwanderfahrung sammelte sie bereits 1975 als Schauspielerin in dem Fernsehfilm Bin ich Moses? für das Fernsehen der DDR. Nach einer kleinen Pause wirkte sie in den 1980er-Jahren wieder verstärkt in Filmen mit, so u. a. 1981 in dem DEFA-Streifen Die Stunde der Töchter und 1984 als Anni in Front ohne Gnade.
Ab dem 28. November 1994 war sie als Irene Weigel in der Daily-Soap Unter uns auf RTL zu sehen. Im April 2019 hatte sie auf eigenen Wunsch als letzte Darstellerin der ursprünglichen Besetzung ihren letzten Drehtag. Ihre Rolle starb abseits des Seriengeschehens in der Folge vom 28. November 2019, genau 25 Jahre nach Erstausstrahlung während einer Thailand-Reise an einem Herzinfarkt.
Anfang 2015 war sie mit Tabea Heynig, Alexander Sholti und Benjamin Heinrich beim Promi-Dinner-Unter-uns-Spezial dabei.
Petra Blossey lebte lange Zeit in Köln und zog im Jahr 2019 wieder nach Potsdam. Sie hat drei Geschwister sowie zwei Kinder.

## Filmografie
- 1975: Bin ich Moses? (TV)
- 1981: Die Stunde der Töchter
- 1982: Die Mahnung
- 1982: Gitarre oder Stethoskop
- 1984: Front ohne Gnade (TV-Serie)
- 1984: Polizeiruf 110: Im Sog (TV-Reihe)
- 1986: Die Weihnachtsklempner
- 1987: Fridolin (TV-Serie)
- 1989: Ferienheim Bergkristall (TV)
- 1990: Der Streit um des Esels Schatten
- 1990: Polizeiruf 110: Allianz für Knete (TV-Reihe)
- 1991: Polizeiruf 110: Zerstörte Hoffnung (TV-Reihe)
- 1991: Aerolina (7-teilige Miniserie)
- 1993: Die Gespenster von Flatterfels (TV-Serie)
- 1994: Wie Pech und Schwefel (TV-Serie)
- 1994–2019: Unter uns (TV-Serie)
- 2008: Rennschwein Rudi Rüssel (TV-Serie)
- 2009: Alarm für Cobra 11 – Die Autobahnpolizei (TV-Serie)
- 2014: Die erste Frau auf dem Mond (Kurzfilm)
- 2019: Ich war noch niemals in New York
- 2020: ALOC (Kurzfilm)

## Theater
- 1981: Tadeusz Różewicz: Weiße Ehe (Bianka) – Regie: Rolf Winkelgrund (Deutsches Theater Berlin im Maxim-Gorki-Theater Berlin)